# Tōmi
Tōmi (jap. 東御市, -shi) ist eine Stadt im Zentrum der Präfektur Nagano auf der japanischen Hauptinsel Honshū. 

## Geographie
Tōmi liegt nördlich von Saku und südöstlich von Nagano.

## Geschichte
Die Stadt Tōmi wurde am 1. April 2004 aus den ehemaligen Gemeinden Kitamimaki und Tobe gegründet.

## Sehenswürdigkeiten

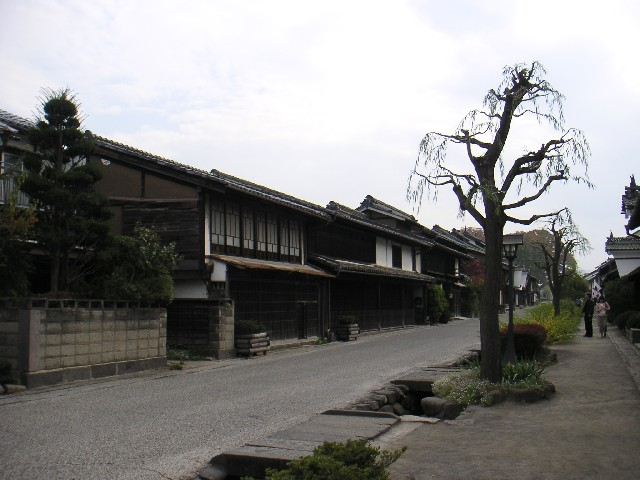
Unno-juku

- Unno Juku (海野宿)

## Verkehr
- Straße:
  - Jōshinetsu-Autobahn
  - Nationalstraße 18: nach Takasaki und Joetsu

## Söhne und Töchter der Stadt
- Keiichi Tsuchiya (Profirennfahrer)

## Angrenzende Städte und Gemeinden

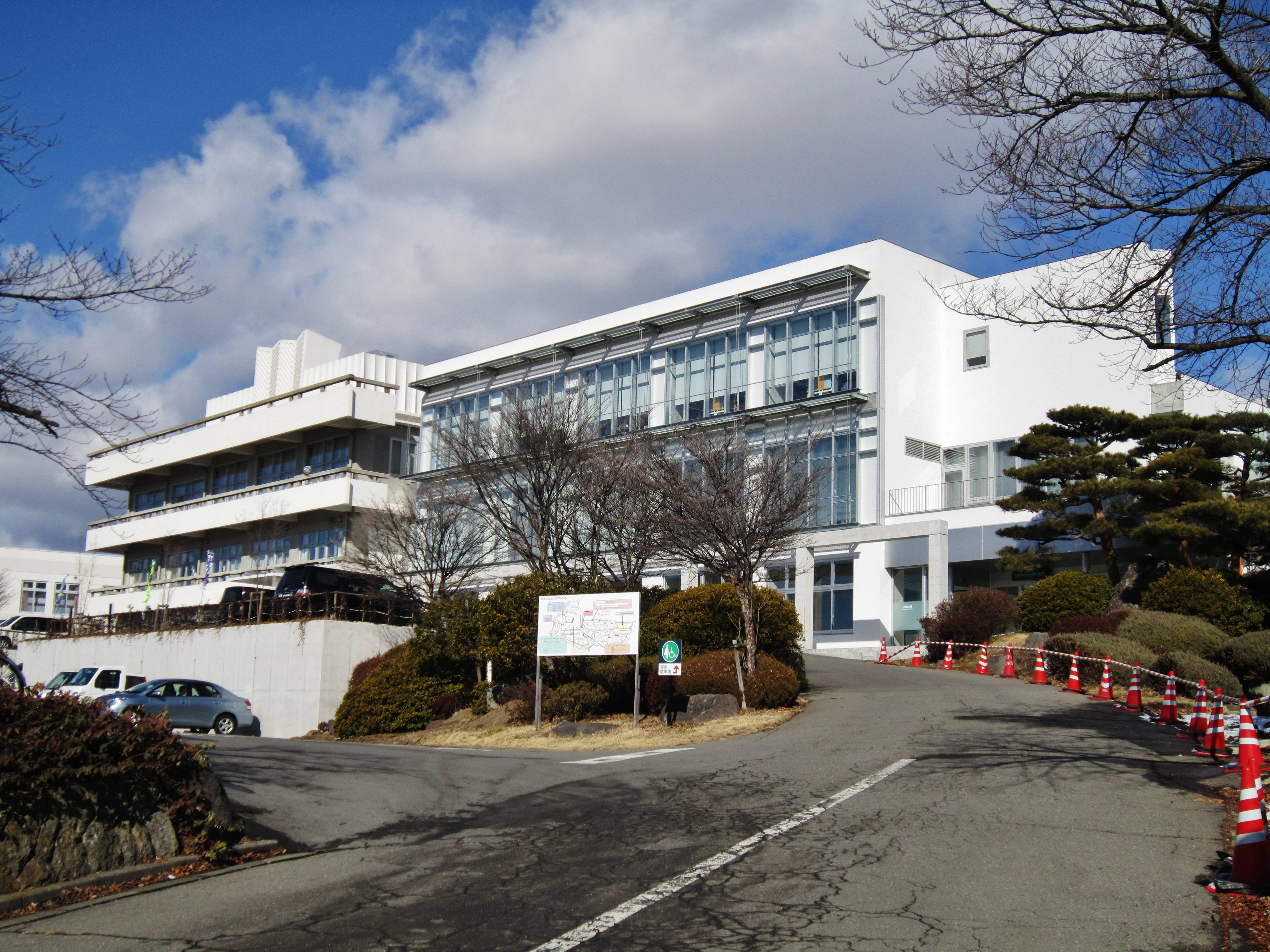
Rathaus

- Ueda
- Komoro
- Saku (Nagano)